# Pectinariophyes basicostalis
Pectinariophyes basicostalis är en insektsart som beskrevs av Maa 1963. Pectinariophyes basicostalis ingår i släktet Pectinariophyes och familjen Machaerotidae. Inga underarter finns listade i Catalogue of Life.